# Rhodes (Francia)
Rhodes è un comune francese di 98 abitanti situato nel dipartimento della Mosella nella regione del Grand Est.

## Società

### Evoluzione demografica
Abitanti censiti